# Nemanja Radonjić
Nemanja Radonjić, född 15 februari 1996, är en serbisk fotbollsspelare som spelar för serbiska Röda stjärnan. Han spelar även för Serbiens landslag.

## Klubbkarriär
Den 30 augusti 2018 värvades Radonjić av Marseille. Han debuterade i Ligue 1 den 16 september 2018 i en 4–0-vinst över Guingamp, där han blev inbytt i den 84:e minuten mot Dimitri Payet.
Den 7 juli 2022 lånades Radonjić ut till Torino över säsongen 2022/2023 med option för köp.

## Landslagskarriär
Radonjić debuterade för Serbiens landslag den 14 november 2017 i en 1–1-match mot Sydkorea. I november 2022 blev han uttagen i Serbiens trupp till VM 2022.

## Meriter
Röda Stjärnan
- Serbiska superligan: 2017/2018, 2024/2025
- Serbiska cupen: 2024/2025